# Battaglia di Arezzo
La battaglia di Arezzo fu combattuta nel 284 a.C. tra la Repubblica romana e i Galli. Il Comandante dell'esercito romano era Lucio Cecilio Metello Denter. I Galli vinsero la battaglia, distruggendo l'Esercito Romano. La città venne brevemente sottoposta all'occupazione gallica prima di essere riconquistata dai Romani durante la controffensiva. L'Esercito Romano, in poche ore, sconfisse duramente i Galli e li costrinse a ritirarsi nell'Italia Settentrionale.

## Contesto
La terza guerra sannitica si concluse nel 290 a.C. con la sottomissione dei Sanniti che chiesero la pace e il rinnovo per la quarta volta del trattato del 354 a.C.. Durante questa guerra, i Romani dovettero affrontare nuove coalizioni formate dai vicini territoriali che temevano l'annessione. Così i Sanniti furono sostenuti da Etruschi e Umbri e da mercenari gallici, soprattutto Senoni e Boi, pagati con oro etrusco. I Romani non riuscirono a sottomettere Etruschi e Galli alla fine della guerra e si dice che abbiano fondato la colonia di Sena Gallica in territorio gallico (Ager gallicus) tra il 290 e il 289 a.C. come testa di ponte per consolidare le loro posizioni. Le città etrusche di Vulci e Volsinii si misero alla testa della resistenza contro Roma e sfruttarono il risentimento gallico causato dalla fondazione della colonia. Pochi anni dopo, tra il 285 e il 284 a.C., conclusero una nuova alleanza con i Boi e i Senoni, questi ultimi accettarono di essere nuovamente arruolati come mercenari per gli Etruschi.

## Casus belli
Verso la fine dell'anno consolare 284 o all'inizio del 283 a.C., un esercito gallico composto da elementi Senoni e forse Boi attraversò l'Appennino, probabilmente per raggiungere gli alleati etruschi di Vulci e Volsinii. I Galli Senoni assediarono la città di Arretium, nell'Etruria nord-orientale, forse con l'obiettivo di provocare una reazione dei Romani e costringerli a inviare un esercito in una regione lontana dalle città di Vulci e Volsinii, nel territorio di una città rimasta fedele a Roma. Lucio Cecilio Metello Denter assunse il comando dell'esercito romano per fermare l'avanzata dell'esercito gallico, che forse era guidato dal senone Britomaris, o da suo padre, e per sollevare l'assedio di Arretium. Consapevole delle manovre delle città etrusche, potrebbe aver cercato di negoziare prima con i Galli.
Secondo gli autori antichi che si basano sulla tradizione più recente, i Romani inviarono emissari ai Galli per dissuaderli dall'entrare in guerra (ad exorandos Gallos). I negoziati sarebbero proseguiti per tutta la stagione della campagna del 284 a.C., fino all'inverno. Questi ambasciatori furono infine giustiziati dai Galli Senoni, inducendo i Romani a organizzare una spedizione punitiva guidata dal pretore in absentia Lucio Cecilio, che si vide prorogare il comando. L'uccisione dei legati romani costituirebbe il casus belli, ma questa versione sembra incoerente. Infatti, dato che Lucio Cecilio era già presente, non è questo il motivo che ha scatenato la spedizione. Inoltre, raddoppia la versione di Polibio che colloca l'esecuzione dei legati inviati da Manius Curius Dentatus dopo la morte di Lucio Cecilio.

## La battaglia
La datazione della battaglia rimane problematica. Polibio fa riferimento a Lucio Cecilio Metello Denter come Στρατηγός (strategos), che potrebbe corrispondere al console romano, carica che Metello ricoprì nel 284 a.C.. Tuttavia, in documenti come i Fasti Capitolini non si fa menzione di un console in carica che muore in battaglia, come nel caso del console Caio Flaminio nel 217 a.C.. Altre fonti fanno riferimento a Metello come pretore, il che collocherebbe la battaglia nel 283 a.C.. Un'ultima ipotesi è che la spedizione sia partita da Roma durante il consolato di Lucio Cecilio, ma che la stagione della campagna si sia conclusa senza successo. Il generale romano si stabilì in Etruria per l'inverno. L'offensiva gallica avrebbe avuto luogo solo dopo l'inverno, alla fine del mandato consolare di Metello. Essendo quest'ultimo nella posizione migliore per respingere l'attacco, sarebbe stato nominato proconsole o eletto pretore in absentia per portare avanti la campagna militare. Metello avrebbe quindi affrontato i Galli nei primi mesi del 283 a.C.
I Galli, affiancati da ribelli etruschi, inflissero una pesante sconfitta ai Romani, sbaragliando un esercito romano di 13000 uomini e uccidendo Metello e sette tribuni militari. La città di Arretium fu brevemente occupata dai Galli prima di essere riconquistata dai Romani durante la loro controffensiva.

### La controffensiva romana
Secondo l'antico storico greco Polibio, Manio Curio Dentato, vittorioso sui Sanniti e sui Sabini nel 290 a.C., fu subito eletto a sostituire Lucio Caecilio Metello come console suffetto se la battaglia si fosse svolta nel 284 a.C. Il console in carica Publio Cornelio Dolabella prepara l'esercito per conquistare l'Etruria. Nel frattempo, Polibio presenta Dentato che cerca di negoziare il rilascio dei prigionieri romani. Un'altra versione fornita da Appiano attribuisce a questa ambasceria una missione completamente diversa. I Romani, impegnati in una guerra in Etruria, accusavano i Senoni, allora tecnicamente considerati socii, di aver violato un trattato fornendo mercenari e catturando soldati romani. Tuttavia, gli autori antichi non menzionano richieste di riscatto o scambi. I Galli giustiziarono gli emissari romani, il che ebbe l'effetto di aumentare il desiderio di combattere dei soldati romani.
Secondo l'autore antico, nello stesso anno l'esercito romano marciò contro i Galli che furono sconfitti in una battaglia campale, che probabilmente ebbe luogo nell'Ager gallicus, sulla costa adriatica. Polibio non specifica il nome del generale che comandava l'esercito romano. Potrebbe essere stato Dentato, ma è improbabile, perché era stato inviato a contenere i Lucani che si agitavano nell'Italia meridionale. È più probabile che si tratti del console Dolabella che, alla notizia della morte dei legati, sospese le operazioni contro gli Etruschi per affrontare i Senoni. Secondo questa versione, i Senoni furono cacciati dall'Etruria e anche dalle loro terre, che passarono sotto il controllo dei Romani. Questi ultimi fondarono la colonia Sena Gallia in questa occasione o poco dopo, mentre secondo la tradizione liviana questa prima colonia in terra gallica era già stata fondata qualche anno prima. Dentatus avrebbe ricevuto l'onore di un'ovatio al suo ritorno a Roma per le sue vittorie. Tuttavia, sembra strano che il comando militare potesse spettare, anche solo temporaneamente, a qualcuno che non fosse uno dei due consoli in carica nell'anno della sconfitta di Metello, nel 283 a.C.. L'intervento provvidenziale di Dentato, che permise ai Romani di riprendersi così rapidamente da un disastro militare, sarebbe un'invenzione degli annalisti romani ripresa da Polibio. Inoltre, egli sarebbe stato il primo pretore autorizzato a celebrare un'ovatio, mentre in precedenza questo onore era riservato ai consoli. È generalmente accettato che i pretori abbiano ottenuto questo diritto solo dopo la prima guerra punica.

### Fonti moderne
- Gary Forsythe, A Critical History of Early Rome: from Prehistory to the First Punic War, University of California Press, 2006, 417 p. (ISBN 978-0-520-24991-2, lire en ligne [archive])
- M. Gwym Morgan, «The Defeat of L. Metellus Denter at Arretium», The Classical Quarterly, vol. 22, no 2, 1972, p. 309-325
- T. Corey Brennan, «M' Curius Dentatus and the Praetor's Right to Triumph», Historia: Zeitschrift für Alte Geschichte, Franz Steiner Verlag, vol. 43, no 4, 1994, p. 423-439